# Subtropen

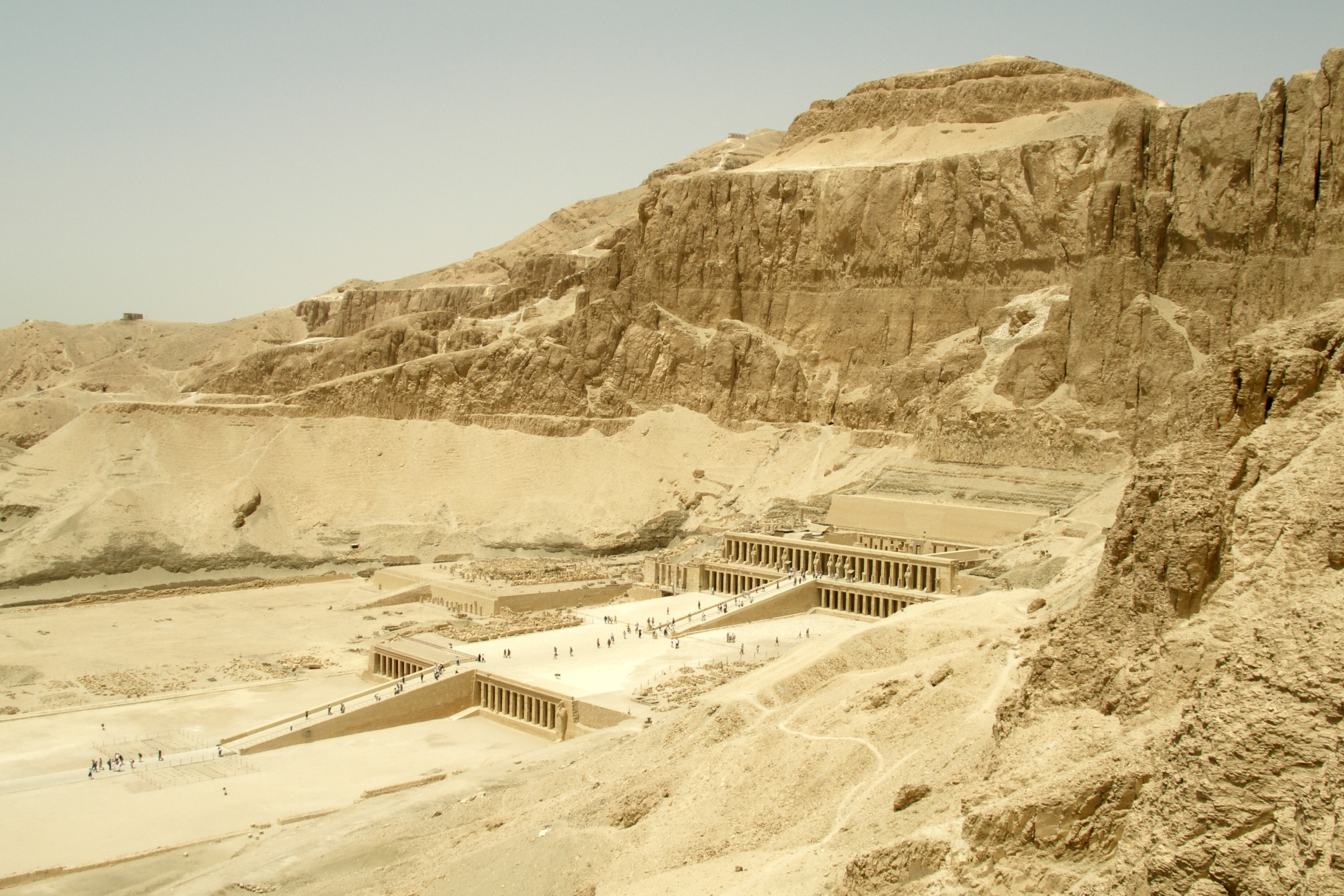
Die Subtropen: Die größten Trockengebiete der Erde, aber auch Wiege etlicher Hochkulturen (Bild: Ägypten, Totentempel der Hatschepsut) …

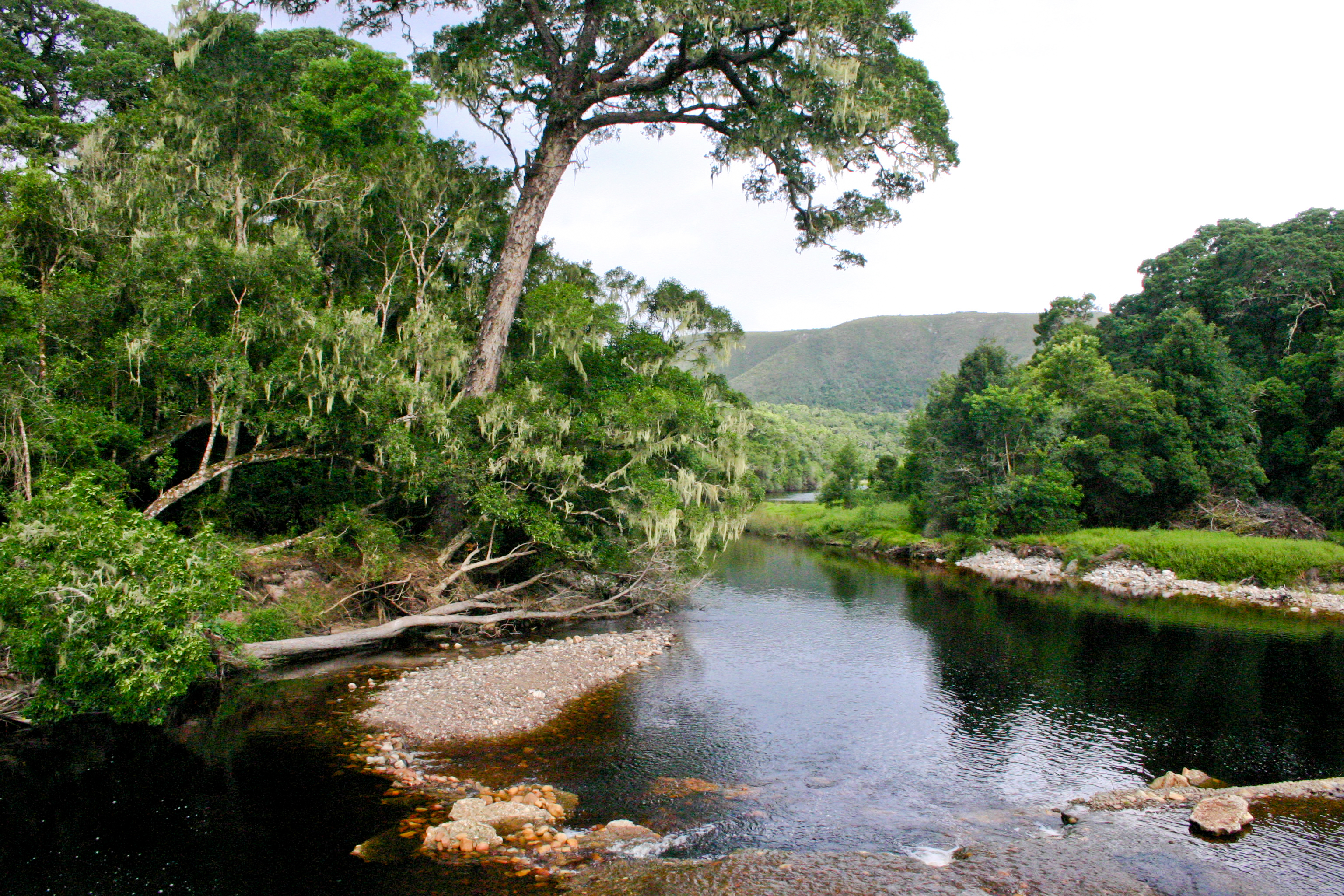
… und demgegenüber an den Ostseiten der Kontinente üppige Lorbeerwälder (Bild: Südafrika)

Die Subtropen (lateinisch sub ‚unter, unterhalb‘) – auch subtropische (Klima-)Zone – sind in erster Linie eine der erdumspannenden Klimazonen, die durch bestimmte solare oder thermische Schwellenwerte abgegrenzt werden. Bisweilen werden sie auch warmgemäßigte Zonen genannt. Dies ist allerdings irreführend. Einige Autoren verwenden den Ausdruck warmgemäßigt nur für das (subtropische) Mittelmeerklima und rechnen es damit den mittleren Breiten zu, einige für das kühlgemäßigte Klima. Auch die warmgemäßigten Regenklimate nach Köppen/Geiger liegen in der kühlgemäßigten Zone.
Die beiden subtropischen Zonen erstrecken sich parallel zu den Breitenkreisen in Ost-West-Richtung; nach der solaren Definition zwischen den Wendekreisen und dem 45. Breitengrad um die gesamte Erde. Polwärts schließen sich die gemäßigten Zonen an – genauer: die kühlgemäßigten – und äquatorwärts die Tropen. Nach thermischen Parametern kommt es je nach Klimaklassifikation und Autor zu erheblichen Abweichungen von den solaren Grenzen.
Das herausragende Merkmal aller subtropischer Gebiete ist die Überlappung thermischer und hygrischer Jahreszeitenklimate mit sehr großen Extremen (Monatsmittel von bis zu 36° C / Maxima über 50° C / höchste Bodenoberflächentemperaturen bis über 85° C / höchste Rate der potenziellen Verdunstung) sowie sehr unterschiedlichen Klimaräumen: Es gibt sowohl deutliche Temperaturunterschiede zwischen Sommer und Winter als auch zwischen Regen- und Trockenzeiten. Dies liegt an der Lage zwischen den Tropen und den gemäßigten Breiten. Im Gegensatz zu den gemäßigten Breiten und den äußeren, sommerfeuchten Tropen dominieren bei den Laubgehölzen immergrüne Arten. Frost kommt in den meisten Gebieten nicht regelmäßig vor. Die Subtropen sind die einzige Zone mit großen Winterregenklimaten.
Innerhalb der Subtropen werden mindestens drei Klimatypen unterschieden: Die meist küstennahen winterfeuchten Hartlaubklimate mit trockenverträglicher Hartlaubvegetation (Wälder oder Buschlandschaften) und die ausgedehnteren immerfeuchten Lorbeerwaldklimate mit feuchten Lorbeerwäldern stehen den Heißen Wüstenklimaten gegenüber, die den größten Teil der Subtropen einnehmen. (Die Dornsavannenklimate reichen als Teil der tropisch/subtropischen Trockengebiete von den äquatorwärts benachbarten Tropen in die subtropische Zone.)
Im weiteren Sinne steht der Begriff Subtropen über die klimatische Betrachtung hinaus für den globalen, geozonalen Naturraum mit seinen weiteren Eigenarten.
Durch die globale Erwärmung kommt es zu einer Verschiebung der Klimazonen mit weitreichenden Folgen: Die dicht bevölkerten Regionen der halbtrockenen Räume (u. a. das Mittelmeergebiet, der Südwesten der USA, der Norden Mexikos, der Süden Australiens und Afrikas und Teile Südamerikas) werden vermutlich noch trockener werden.

## Klimazone

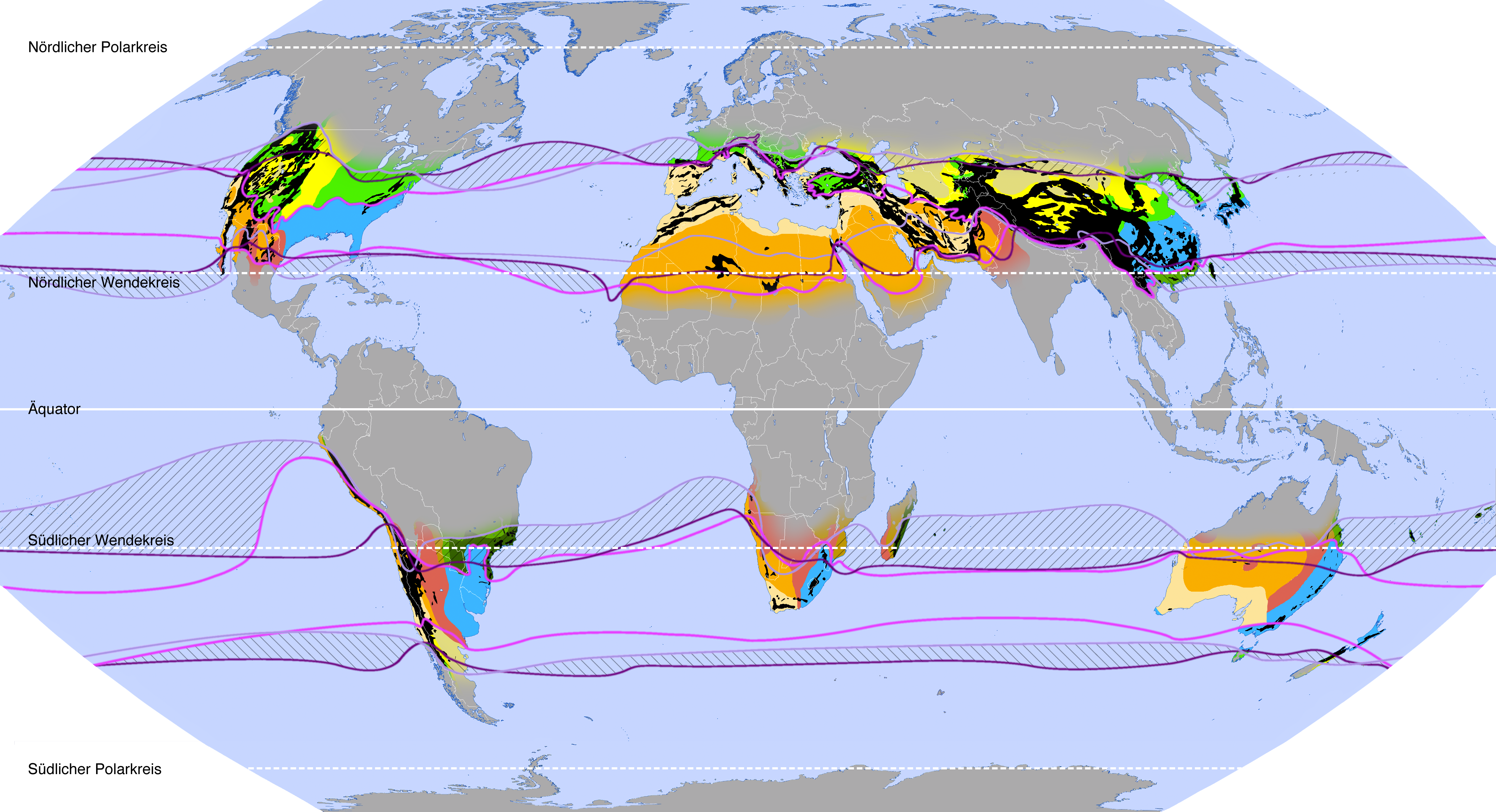
Subtropische Klimazone(n) nach drei bekannten Klassifikationen
Festlegung der Zonengrenzen nach:
(Bei der Untergliederung (die auch Grundlage der Tabelle im Abschnitt Klimatypen ist) handelt es sich um eine beispielhafte Einteilung, die sich im Wesentlichen an die Arbeit von Schultz anlehnt. Sie dient dazu, die große Zahl der „realen“ Klimatypen aus den gängigen Klassifikationsmodellen entsprechend zuzuordnen und damit besser vergleichbar zu machen.)

| — Troll & Paffen (1964) | — Lauer, Rafiqpoor & Frankenberg (1996) | — Siegmund & Frankenberg (1999/2006) |

| Elementare Makroklimate (maximale Ausdehnung): | Übergänge zu Makroklimaten benachbarter Zonen / Weitere Flächen: |
| Hartlaubklimate                                | ///// Übergangsklimate zu Nachbarzonen                           |
| Lorbeerwaldklimate                             | Steppenklimate                                                   |
| Subtropisch/tropische Trockengebiete:          | Mischwaldklimate                                                 |
| Heiße Trockenklimate                           | Winterkalte Trockenklimate                                       |
| Dornsavannenklimate                            | Trockensavannenklimate                                           |
| (jeweils nur subtropische Anteile)             | Feuchtsavannenklimate                                            |
|                                                | Tropische Regenwaldklimate                                       |
|                                                | Extrazonale Gebirgsklimate (nicht weiter untergliedert)          |

### Solare Abgrenzung
Die typischen jährlichen „Sonnenläufe“ bedingen das Phänomen der thermischen Jahreszeiten in den solaren Mittelbreiten, einer Beleuchtungsklimazone, die aus den polnäheren gemäßigten Zonen und den Subtropen besteht. Letztere werden „künstlich“ bei 45° nördlicher und südlicher Breite abgegrenzt: Dies entspricht genau der halben Entfernung zwischen den Polar- und Wendekreisen. Typisch für die (solaren) Subtropen sind sehr strahlungsreiche Sommer mit einer maximalen Globalstrahlung. Die äquatorwärtige Grenze liegt genau bei den beiden Wendekreisen, die sich bei 23° 26′ 05″ nördlicher und südlicher Breite befinden. Diese „natürlichen“ Grenzen sind durch einen Tag zur Sommersonnenwende gekennzeichnet, bei dem die Sonne (senkrecht) im Zenit steht. Dort beginnen die Tropen.

#### Strahlungsdaten
Die höchsten Sonnenstände der Klimazone liegen vom 45. Breitengrad bis zu den Wendekreisen zwischen 23 und 43° zur Wintersonnenwende und zwischen 69 und 90° zur Sommersonnenwende. Dies führt zu einer mittleren jährlichen Globalstrahlung von 1400 bis über 2200 kWh/m² in den Subtropen. In der Spitze sind diese Werte genauso hoch wie in den Tropen. Darüber hinaus ist die mittlere Ein- und Ausstrahlung in den Subtropen relativ ausgeglichen.
Die Tageslängen bewegen sich im Jahreslauf zwischen 10,5 und 13,5 Stunden an den Wendekreisen und rund 8,5 und 15,5 Stunden am 45. Breitengrad; das entspricht jährlichen Schwankungen von 3 bis 7 Stunden. Während der Vegetationsperiode liegen die Tageslängen im Mittel bei 9,5 bis 14,5 Stunden.
Der UV-Index (sonnenbrandwirksame Intensität der Ultraviolettstrahlung) ist im Jahresmittel um 12:00 Uhr Mittags mit 6 bis unter 9 hoch bis sehr hoch.

### Thermische Merkmale
Durch diverse Faktoren (insbesondere Luft- und Meeresströmungen) wird die durch die eingestrahlte Sonnenenergie entstehende Wärme unregelmäßig nach Norden oder Süden transportiert. Vor diesem Hintergrund haben die subtropischen Gebiete einen hohen maximalen Energieeintrag mit mittlerer Variationsbreite.
Der größte Teil der subtropischen Tiefländer hat milde Winter, bei denen nur alle paar Jahre (episodische) Fröste bis maximal –10 °C auftreten. Großflächige Ausnahmen mit kalten Wintern und regelmäßigen Frösten bis zu –30 °C kommen im südlichen Innern Nordamerikas vor – da die in Nord-Süd-Richtung verlaufenden Gebirge Polarlufteinbrüche begünstigen –, im südlichen Eurasien gleich nördlich der alpidischen Gebirgskette – die den Transport tropischer Luftmassen nach Norden behindert – sowie im Einfluss kalter Fallwinde von den Anden in Patagonien.
Aufgrund der fehlenden (wärmehaltenden) Vegetation treten in den subtropischen Wüsten Temperaturschwankungen zwischen Tag und Nacht von über 30 Kelvin auf.
Vergleicht man verschiedene Karten der Klimazonen (oder vergleichbarer geozonaler Modelle), so fallen erhebliche Abweichungen der Zonengrenzen auf, wie man bereits an den drei Modellen der hier veröffentlichten Karte erkennen kann.

#### Klassifikationen und Festlegungen
Etliche Wissenschaftler haben versucht, die Grenzen der Klimazonen grundlegend zu definieren oder ihre Ansätze ermöglichen die Ableitung entsprechender Schwellenwerte. Einige Beispiele:
| Autor(en)                                     | von         | Ziel / Hintergründe | Benennung                | Faktoren                                                                                          | Wertebereiche                                                                              |
| --------------------------------------------- | ----------- | --- | ------------------------ | ------------------------------------------------------------------------------------------------- | ------------------------------------------------------------------------------------------ |
| Köppen, auf der Grundlage von Supan           | 1884        | Festlegung der fünf Klimazonen | Subtropenzone            | Andauer der Mitteltemperaturen                                                                    | 1 bis 8 Monate 10 bis 20 °C 4 bis 11 Monate über 20 °C                                     |
| Troll & Paffen                                | 1964        | „Jahreszeitenklimate“ Grundlegende Festlegung von Klimazonen in Bezug zu den Wechselwirkungen des Klimas auf die Vegetation                                                                         | Warmgemäßigte Zonen      | Thermische Andauer- u. Schwellenwerte, sowie Gehölze                                              | Jahresmitteltemperatur unter 18,3 °C frosttolerante, immergrüne Laub- oder Hartlaubgehölze |
| FAO, auf der Grundlage von Köppen & Trewartha | 1968 / 2000 | „Ecological zones“ Level 1 - Domain: Übergeordnete thermische Klimazonen im System der Ökozonen; internationale Verwendung                                                                          | Subtropical              | Thermische Andauer- u. Schwellenwerte                                                             | 8 bis 12 Monate über 10 °C                                                                 |
| Schultz                                       | 1988        | „Die Ökozonen der Erde“ Klimazonen nach Troll & Paffen auf der ersten Ebene der Ökozonen | Subtropen und Randtropen | (u. a.) Thermische Wachstumsbedingungen in Klammern = regional                                    | 8 bis 12 Monate über 10 °C 4 bis 12 Monate über 18 °C                                      |
| Müller-Hohenstein                             | 1989        | „Geoökologische Zonen“ Klimazonen als 1. Gliederungsebene | Subtropische Zonen       | Jahresmitteltemperatur (JMT) und Vegetationsperiode (VP) als Summe der humiden Tage mit ø ≥ 10 °C | JMT: 14 bis 28 °C VP: unter 60 bis um 300 Tage                                             |
| Lauer, Frankenberg und Rafiqpoor              | 1996        | „Die Klimate der Erde“ „Ökophysiologische Klimaklassifikation“: Wechselwirkungen des Systems „Klima–Pflanze–Boden“ als Reaktion der Pflanzendecke auf das Klima mit Quantifizierung der Grenzlinien | Subtropen-Zone           | mittlere Bestrahlungsstärke (BS) und thermische Vegetationsperiode (VP)                           | BS: über 150 W/m² VP: 6 bis 12 Monate                                                      |
| Siegmund & Frankenberg                        | 1999 / 2006 | „Klimate der Erde“ Thermische Klimazonen als erster Klimaschlüssel im „Baukastensystem“ | Warme Zone / Subtropen   | Jahresmitteltemperatur                                                                            | 12 bis 24 °C                                                                               |
| Box                                           | 2016        | „World Bioclimatic Zonation“ Haupt-Klimazonen nach Kardinaltemperaturen und deren Dauer | Subtropical zone         | Mitteltemperatur des kältesten Monats                                                             | ≥ −3 °C                                                                                    |

### Hygrische Merkmale
Zur Bestimmung eines Klimatyps sind neben den verschiedenen Temperaturen ebenso Messwerte zur Wasserversorgung erforderlich. Da jede Klimazone verschiedene Klimatypen umfasst, sind die im Folgenden aufgeführten Mittelwerte für den gesamten Klimagürtel nur in Bezug auf die zonale Abfolge aussagekräftig:
Die mittleren jährlichen Niederschläge liegen vom 45. Breitengrad Richtung Äquator in den nördlichen Subtropen bei moderaten 950 bis 800 mm und in der südlichen Zone bei relativ hohen 1300 bis moderaten 900 mm. Im Gegensatz zu den anderen Klimazonen sinkt die Regenmenge äquatorwärts kontinuierlich. Der Großteil der Niederschläge fällt als Regen; Schnee kommt im Tiefland nur regional sporadisch vor. Im kühleren Drittel der Subtropen ist die Verdunstungsrate noch bis zu 20 Prozent geringer als die Niederschlagssumme. Dahinter übertrifft sie jedoch die Niederschlagsmengen äquatorwärts: An den Wendekreisen liegt sie bis zu 70 Prozent höher. Die Luftfeuchtigkeit ist im gesamten Zonenraum im Mittel hoch; dies ist jedoch nur rechnerisch richtig, da die Luft in den Wendekreiswüsten ganzjährig trocken ist. Im Schnitt ist der Himmel in den Subtropen wolkig bis bewölkt, wobei die Südhemisphäre etwas stärker bewölkt ist. Auch beim Bewölkungsgrad sind die Unterschiede zwischen den Trockengebieten und den feuchteren Klimaten enorm.
Grundsätzlich bestimmen die Niederschlagsverhältnisse in den Subtropen und Tropen (Hochgebirge ausgenommen) aufgrund der überall ganzjährig hohen Temperaturen im Wesentlichen die Wachstumsbedingungen der Pflanzenwelt.

#### Tropisch/subtropische Trockengebiete; Trockenklimate

Klimazonenübergreifende Trockenklimate nach Köppen & Geiger

In den Ökozonen nach Schultz werden die Trockengebiete der Subtropen und Tropen zusammengefasst, da das Konzept der thermischen Klimazonen einschließlich klar unterscheidbarer Vegetationsformen hier an seine Grenzen stößt. Die in der Karte unvollständig dargestellten Wüstenklimate liegen zum größten Teil in den Subtropen, sodass dieser Klimatyp hier beschrieben wird, während die vorwiegend in den Tropen liegenden Dornsavannenklimate dort behandelt werden.
Köppen & Geiger – die das klassische Klimazonenkonzept vermieden haben – fassten alle Trockenklimate der Erde von den Mittelbreiten bis zu den Tropen als so genannte B-Klimate zusammen. Die Siegmund-Frankenberg-Klassifikation orientiert sich im ersten Schritt an den thermischen Klimazonen, um dann im zweiten Schritt ebenfalls ein zonenübergreifendes Gebiet hygrisch definierter Trockenklimate einzufügen.

### Wettersysteme
Der überwiegende Teil der beiden Klimazonen wird im Rahmen der planetarischen Zirkulation von den subtropischen Hochdruckgürteln in den Rossbreiten bestimmt. Sie werden von warmen, bodennahen Luftmassen in sehr stabilen Hochdrucklagen gebildet, in dem Winde aus verschiedenen Richtungen auftreten oder oft Windstille herrscht. In der Höhe hingegen entsteht (oft nur in den jeweiligen Wintermonaten der jeweiligen Erdhalbkugel) der Subtropenjetstream mit starken westwärts strömenden Winden. Der Übergang zu den Tropen ist durch die äquatorwärts strömenden, mäßig starken, aber sehr beständigen Passatwinde gekennzeichnet, die durch die Corioliskraft ostwärts abgelenkt werden. Durch die jahreszeitliche Veränderung der Sonneneinstrahlung verlagern sich die Passate zwischen den beiden Wendekreisen. Diese tropisch-subtropischen Zirkulationen werden insgesamt als Hadley-Zellen bezeichnet. In der äquatorialen Tiefdruckrinne steigen sie auf und kühlen sich ab, um in der Höhe an der Tropopause als Antipassate wieder zu den Wendekreisen zurückzuströmen. Dabei entsteht äquatorwärts die tropisch/subtropische Trockenzone, die ganzjährig unter dem Einfluss des Hochdruckgürtels steht und sehr trocken ist, während dieser Einfluss am Rand der gemäßigten Breiten nur in den jeweiligen Sommermonaten vorherrscht. Im Winter gelangen die mediterranen Klimagebiete im Westen der Kontinente (die warmgemäßigten Zonen im engeren Sinn) in den Bereich der Westwinddrift, die ergiebige Niederschläge bringt. Die Ostseiten der Kontinente liegen in den Subtropen hingegen noch im Einflussbereich des Monsuns, der auch im Sommer große Regenmengen verursacht.

### Klimatypen
Allein die Zugehörigkeit zu einer Klimazone ermöglicht noch keine Aussagen über die tatsächlichen Klimate innerhalb der Zone. Dazu bedarf es der Festlegung von Klimatypen (für die niedrigen (planar-kollinen) Regionen) aus dem Vergleich der „elementaren“ Makroklimate aller Kontinente mit Hilfe weiterer Parameter (siehe Klimazone: Abschnitt Möglichkeiten der Zonen-Untergliederung): Das können regionale thermische Bedingungen sein – etwa die Kontinentalität –, doch vor allem hygrische Merkmale wie die Summe der Niederschläge im Jahr, die Dauer von Regen- und Trockenzeiten oder das Verhältnis von Niederschlags- und Verdunstungsrate (Humidität/Aridität). Dies führt zu komplexen Klimaschlüsseln, die im Kartenbild zwangsläufig noch größere Abweichungen zwischen den verschiedenen Modellen aufweisen!
Wie an der Karte erkennbar, wird die subtropische Zone in mindestens drei elementare Makroklimate unterteilt. Da die Temperaturen überall ganzjährig ausreichend hoch sind und keine Limitierung der Vegetation bewirken, werden für die Klimatypen des Tieflandes im Allgemeinen keine Temperaturgrenzwerte genannt. Entscheidend ist hier die Menge und Verteilung der Niederschläge. Die Gebirgsklimate werden in der Regel separat betrachtet.

#### Hartlaubklimate

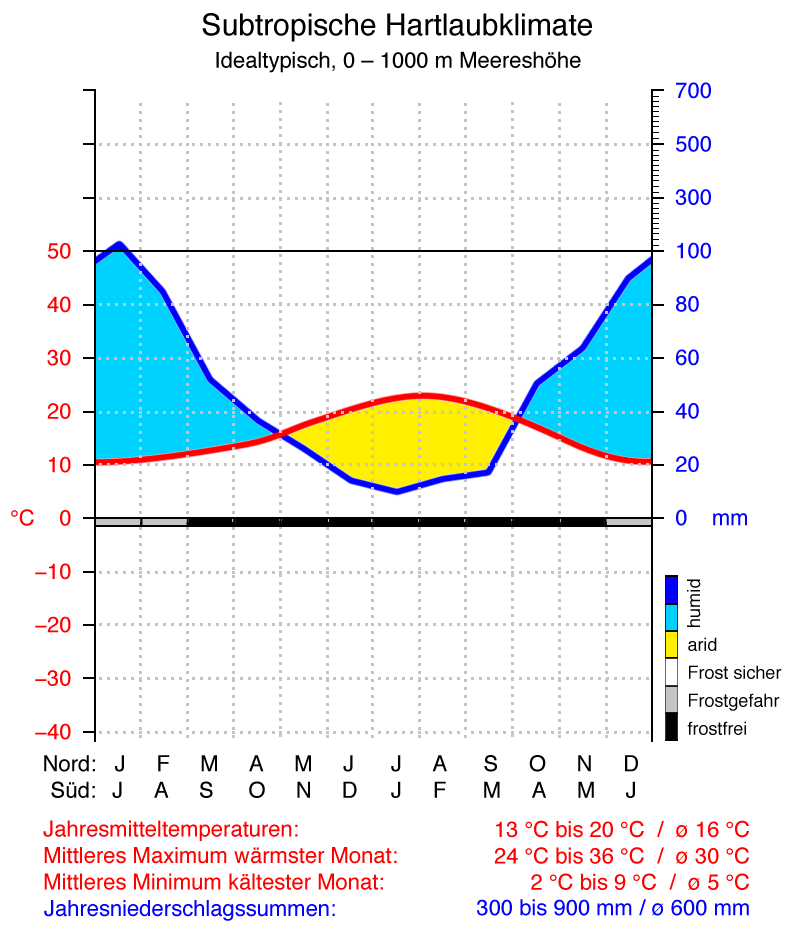

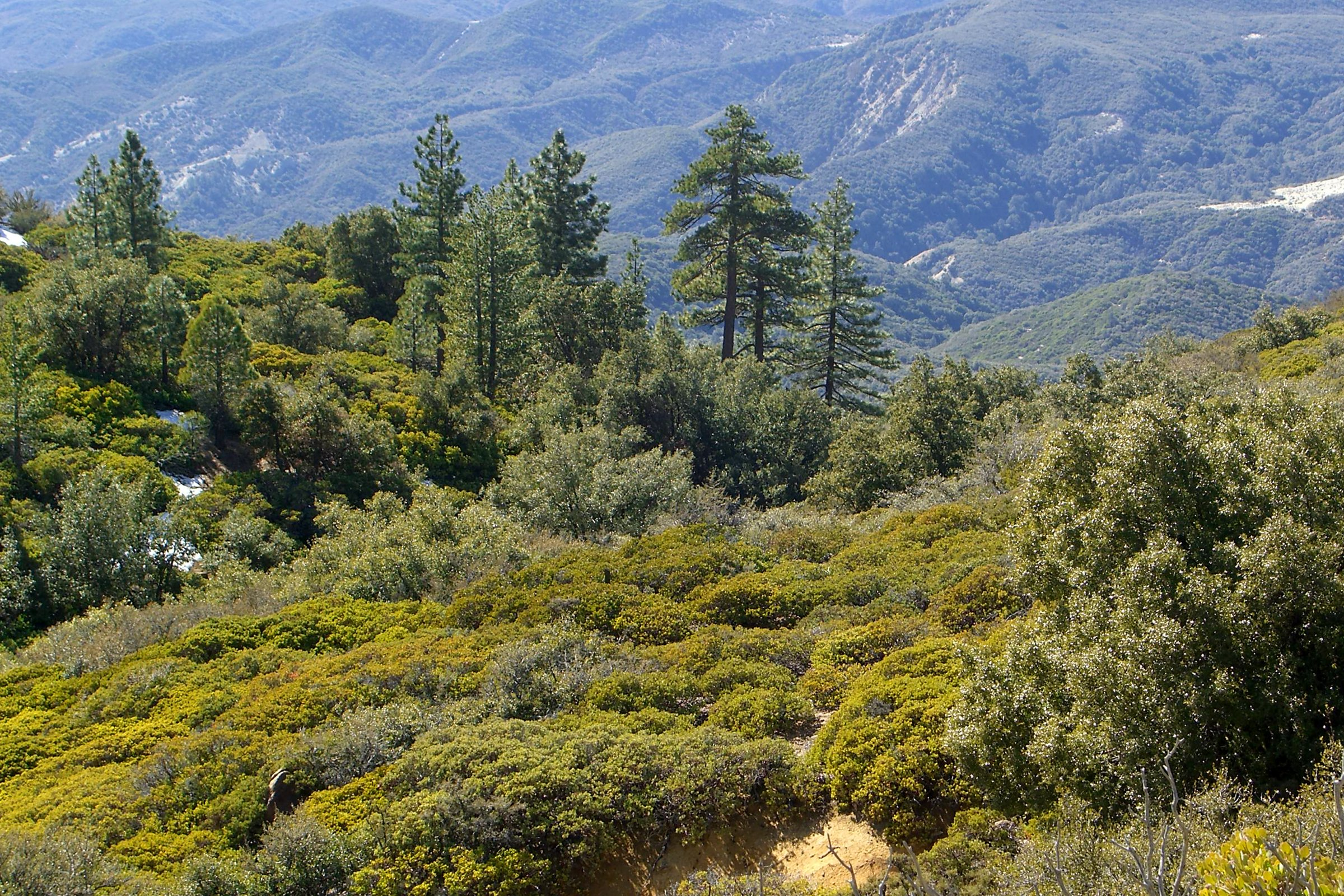
Hartlaubvegetation in Süd-Kalifornien

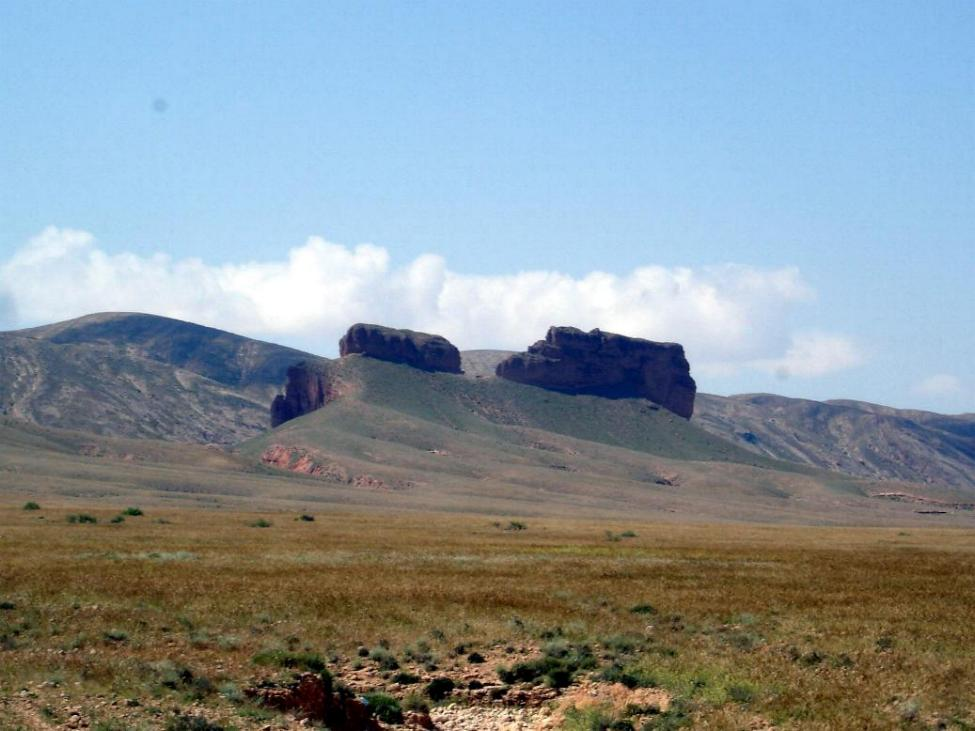
Subtropische Steppe in Nord-Algerien

Die Klimate der subtropischen Hartlaubgebiete (auch Mediterranklimate, bisweilen Westseitenklimate, jedoch mit gemäßigtem Regenwaldklima zu verwechseln) erhalten insgesamt eine hohe Globalstrahlung, die während der Vegetationszeit jedoch nur gering ausfällt. Die im Folgenden genannten Merkmale gelten erdumspannend (geozonal) für Regionen bis zu rund 1000 m Meereshöhe. Höher gelegene Gebiete weisen häufig ein abweichendes (extrazonales) Gebirgsklima auf.
Sie sind geprägt durch (mäßig) hohe Jahresmitteltemperaturen, die in der Regel zwischen 13 und 20 °C liegen. Die durchschnittlichen Tagestemperaturen steigen an 360 Tage über den Gefrierpunkt.
Die mittelhohen Jahresniederschläge bewegen sich zwischen 300 und 900 mm. Die Niederschläge sind 4 bis 7 Monate im Sommerhalbjahr sehr gering bis gering und 5 bis 8 Monate im Winterhalbjahr mäßig bis (sehr) hoch; von dieser Verteilung gibt es nur wenige Abweichungen. Schneefall kommt im Tiefland nur regional und nur selten an wenigen Tagen vor. Aufgrund der hohen Gesamtverdunstung ist das Klima mit um die 5 bis unter 10 feuchten Monaten semiarid bis semihumid.
Die genannten Bedingungen von Licht, Wärme und Feuchtigkeit führen zu einer langen Dauer der jährlichen Wachstumsperiode zwischen 150 und 270 Tagen. Die potenzielle natürliche Vegetation besteht aus Hartlaub- und Nadelgehölzen – im semihumiden Klima als Wälder, im semiariden Klima oder bei häufigen Bränden als Strauchformationen – oder Gras- und Strauchsteppen. Viele Baumarten der Hartlaubklimate sind gut an Brände angepasst. Dennoch ist die Feuerklimax in der Regel das baumarme Buschland.
Die Gesamtcharakteristik der Mediterranklimate kann mit „ganzjährig ausreichend warm, sommertrocken und winterfeucht; offene oder geschlossene Hartlaubvegetation“ zusammengefasst werden.
Folgende Klimatypen effektiver Klassifikationsmodelle decken dieses Makroklima ab:
- bei Troll & Paffen: IV 1 (Winterfeucht-sommertrockene Mediterranklimate), IV 2 (Winterfeucht-sommerdürre Steppenklimate)
- bei Köppen & Geiger: Csa, Csb, Csc (Mittelmeerklima)
- bei Trewartha: Cs (Subtropical Dry Summer)

Es gibt weltweit fünf Hauptregionen des Etesienklimas: Das Mittelmeergebiet (heute meist waldfrei mit Macchie und Garrigue), die Mallee Südwest- und Südostaustraliens, den Chaparral in Kalifornien, Mittelchiles Mattoral und den Fynbos in Südafrika. Die Wälder Südwest-Australiens, die Kapregion Südafrikas, Kalifornien und der Mediterran gehören durch den hohen Endemitenreichtum zu den 25 artenreichsten der Erde.

#### Lorbeerwaldklimate

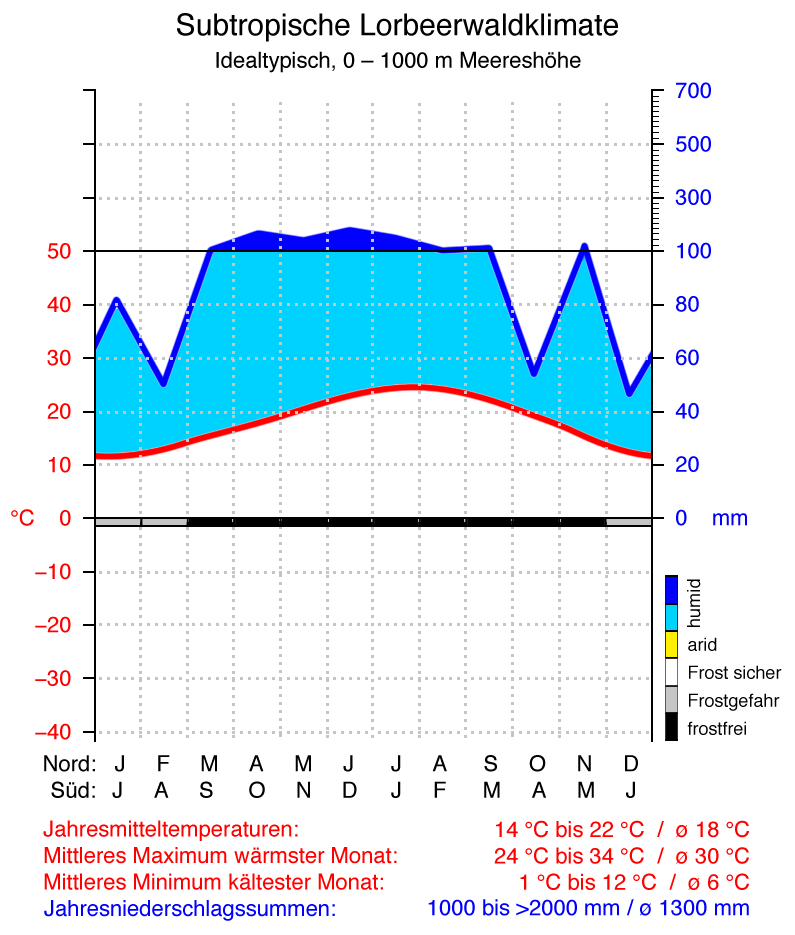

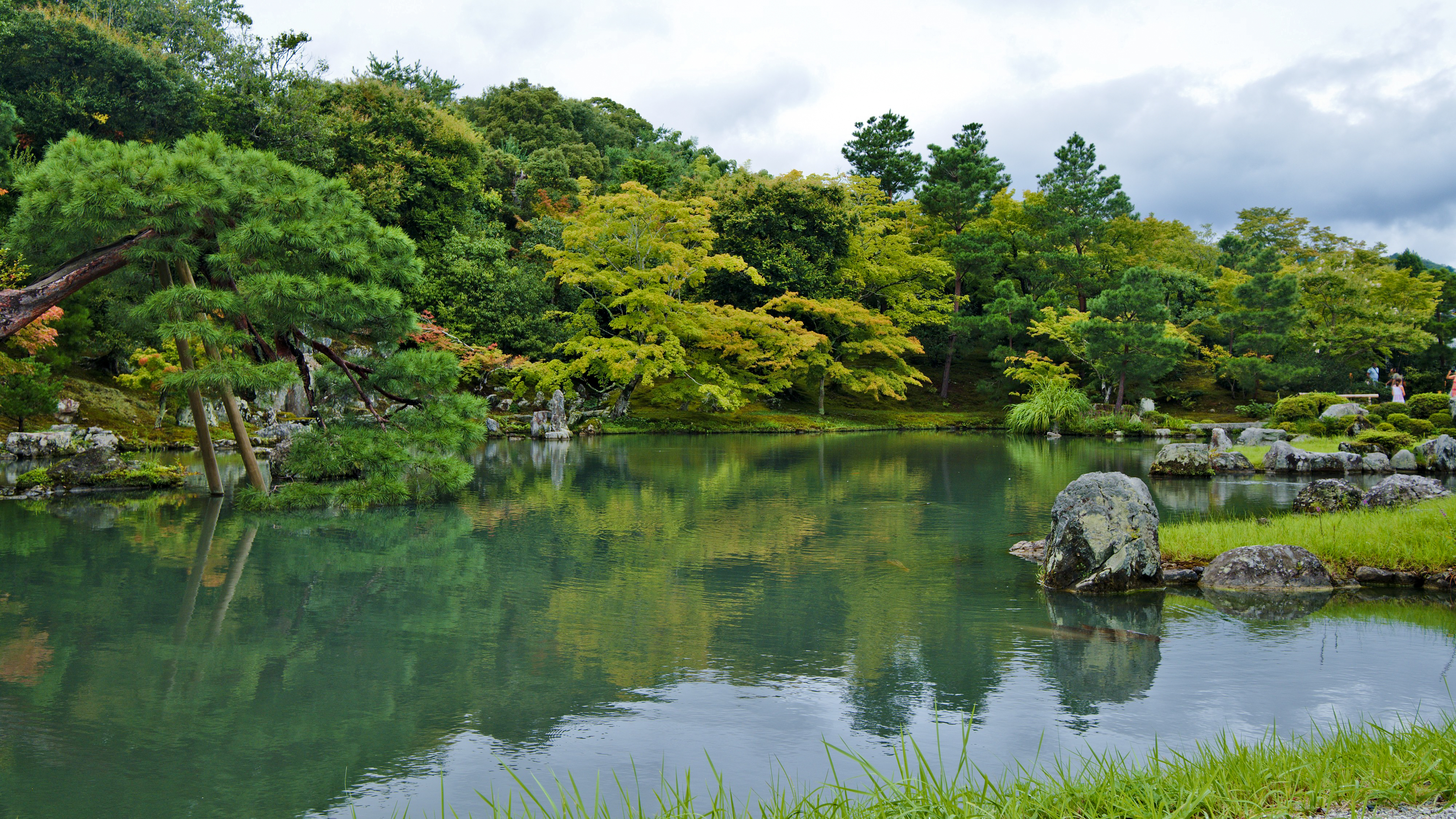
Lorbeerwald in Japan

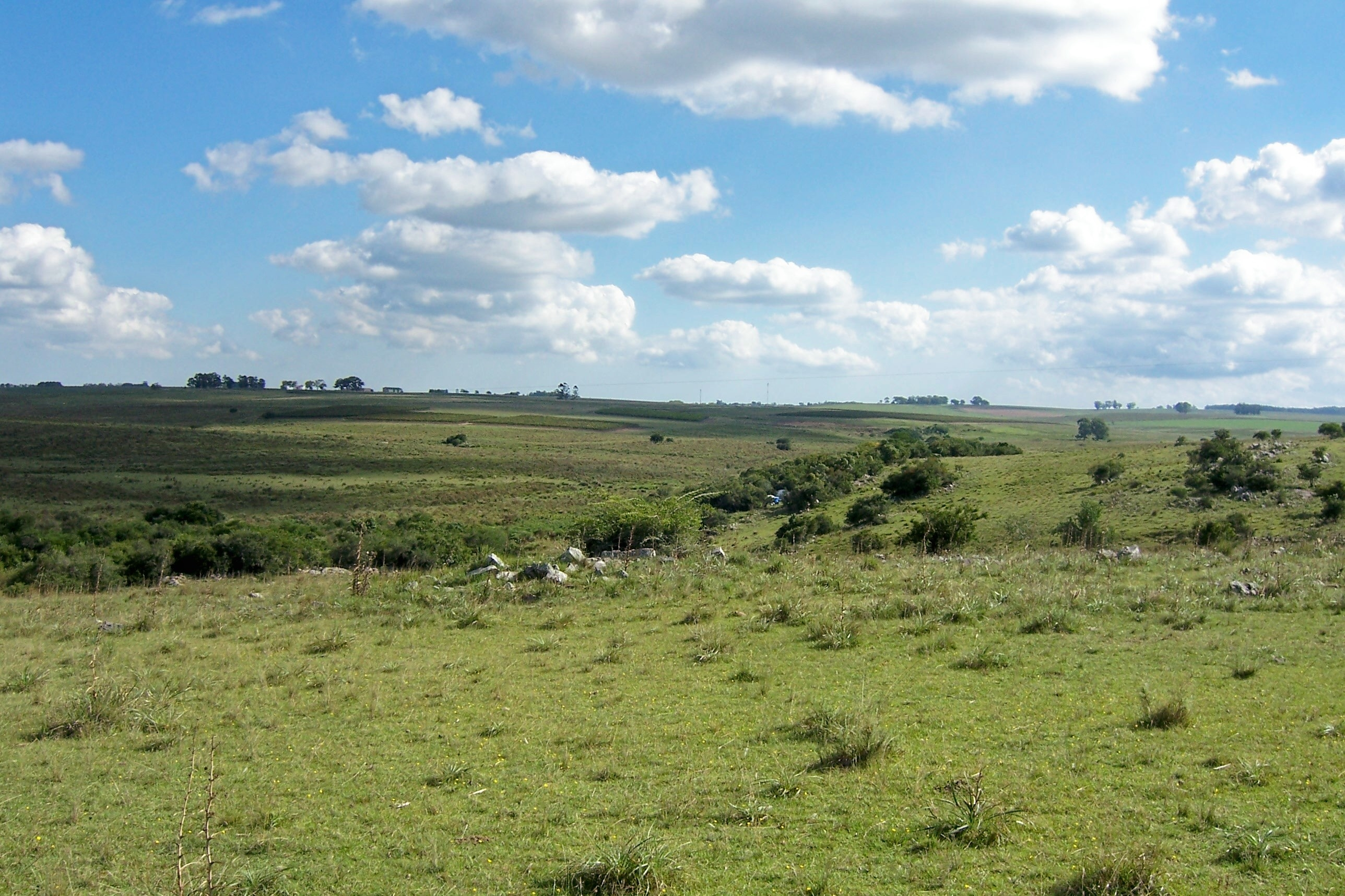
Pampa – subtropische „Steppe“ in Uruguay

Die Klimate der subtropischen Lorbeerwälder (oder der subtr. Feuchtwälder) erhalten ganzjährig eine hohe Globalstrahlung, die während der Vegetationszeit sehr hoch ist. Die im Folgenden genannten Merkmale gelten erdumspannend (geozonal) für Regionen bis zu rund 1000 m Meereshöhe. Höher gelegene Gebiete weisen häufig ein abweichendes (extrazonales) Gebirgsklima auf.
Sie sind geprägt durch hohe Jahresmitteltemperaturen, die in der Regel zwischen 14 und 22 °C liegen. Die durchschnittlichen Tagestemperaturen steigen an 360 Tage über den Gefrierpunkt.
Die insgesamt hohen Jahresniederschläge bewegen sich zwischen 1000 und 1600 mm (regional über 2500 mm). Die Niederschläge sind über ein halbes Jahr – meist im Sommerhalbjahr – hoch bis sehr hoch, die restliche Zeit – oft im Winterhalbjahr – meist mäßig hoch bis mäßig, selten gering; meist gibt es große monatliche Unterschiede. Vereinzelte Tage mit Schneefall sind im Tiefland extrem selten. Aufgrund der mittelhohen Gesamtverdunstung ist das Klima mit mindestens 9 feuchten Monaten vollhumid.
Die genannten Bedingungen von Licht, Wärme und Feuchtigkeit führen zu einer sehr langen Dauer der jährlichen Wachstumsperiode, die um 300 Tage schwankt. Die potenzielle natürliche Vegetation besteht aus immergrünen Feuchtwäldern, die zusammenfassend Lorbeerwald genannt werden sowie feuergeprägte oder azonal bedingte „Steppen“ der Südhalbkugel (etwa große Teile der Pampa Südamerikas und das Highveld Grasland Südafrikas). Namengebend für die Lorbeerwälder sind die auf der Nordhalbkugel dort häufig vorkommenden, meist immergrünen Lorbeergewächse. Typisch für die Wälder sind ebenfalls häufig Nadelhölzer und ein hoher Anteil tertiärer Baumarten, hin und wieder Urwaldriesen und Lianen sowie oft krummschaftige Bäume.
Die Gesamtcharakteristik der Lorbeerwaldklimate kann mit „ganzjährig ausreichend warm und feucht; Lorbeerwälder mit Nadelbäumen (oder Grasland als Feuerklimax)“ zusammengefasst werden.
Folgende Klimatypen effektiver Klassifikationsmodelle decken dieses Makroklima ab:
- bei Troll & Paffen: IV 6 (Ständig feuchte Graslandklimate der Südhalbkugel), IV 7 (Ständig feuchte sommerheiße Klimate)
- bei Köppen & Geiger: Cfa (immerfeuchtes Ostseitenklima), Cwa, Cwb, Cwc (Subtropische Gebirgsklimate → Überschneidung mit Tropen)
- bei Trewartha: Cf (Subtropical Humid)

Die drei bedeutendsten Regionen der Lorbeerwaldklimate liegen in den Südstaaten der USA, in Südbrasilien und Ostasien von Südchina bis Westjapan.

#### Heiße Wüstenklimate

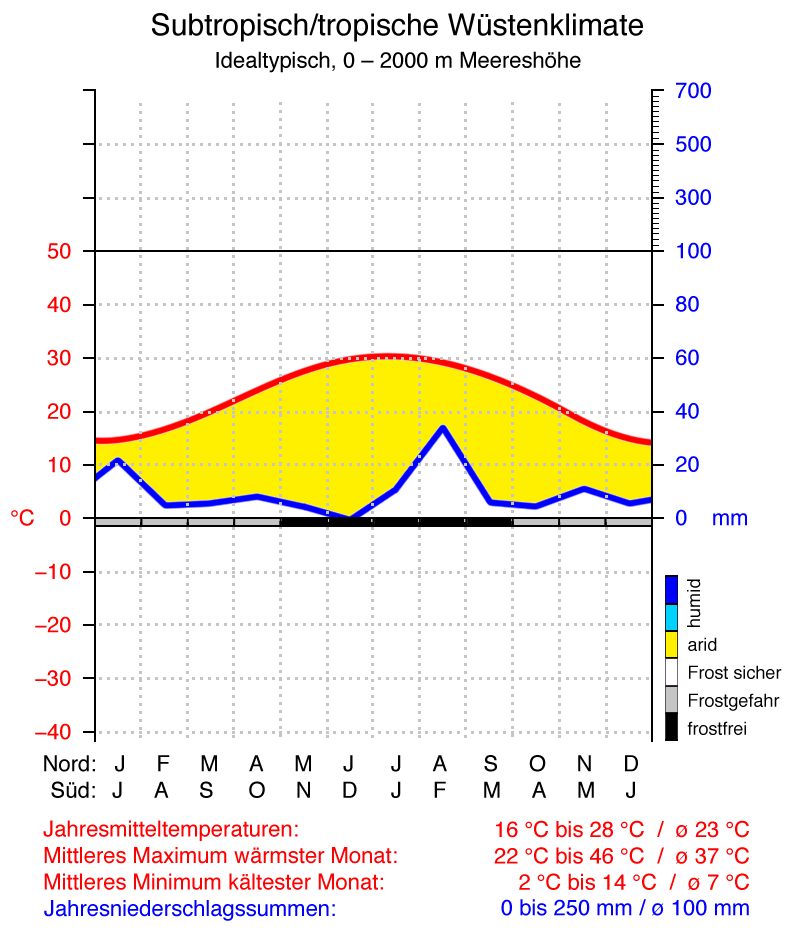

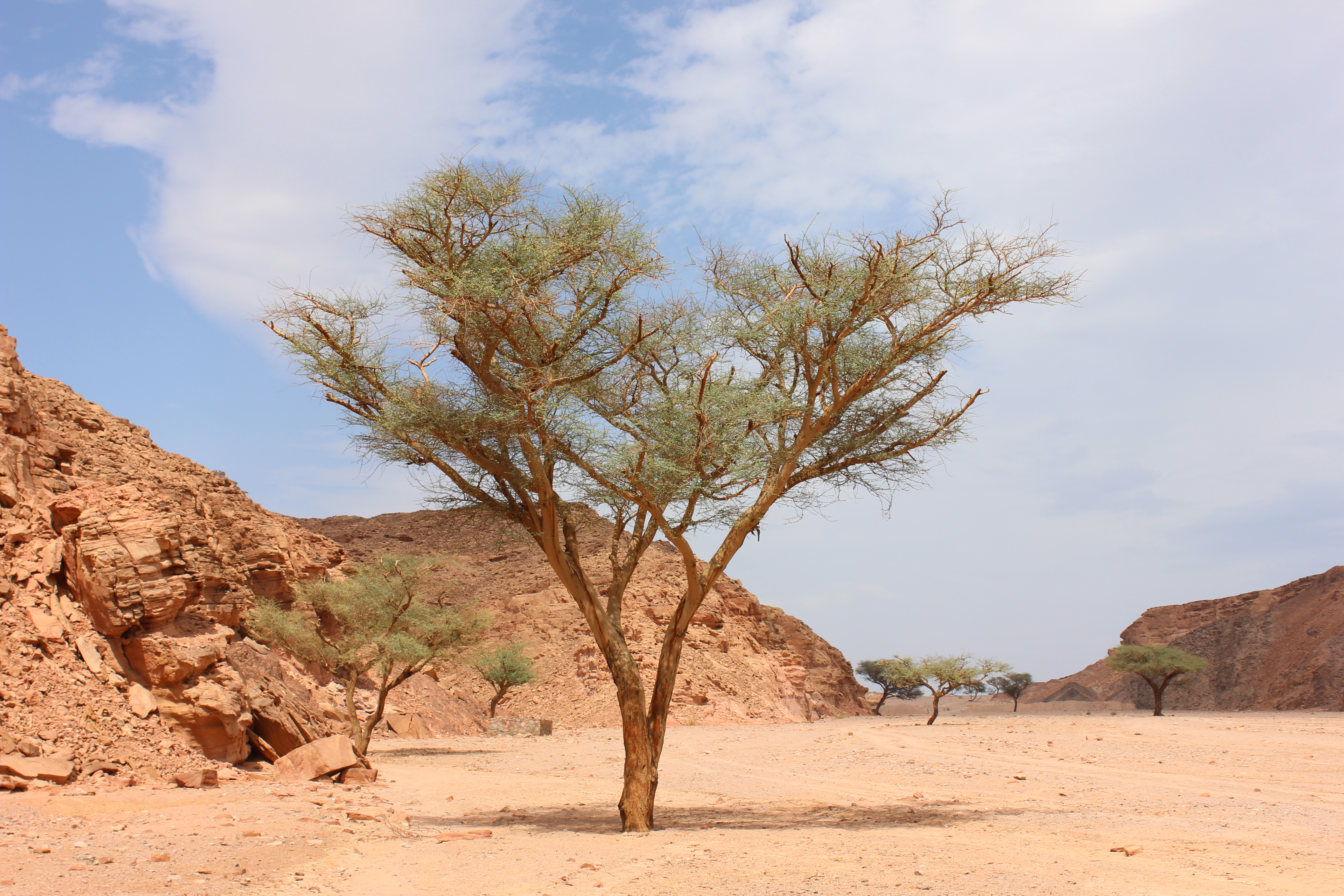
Vollwüste mit Akazien in der ägyptischen Sahara

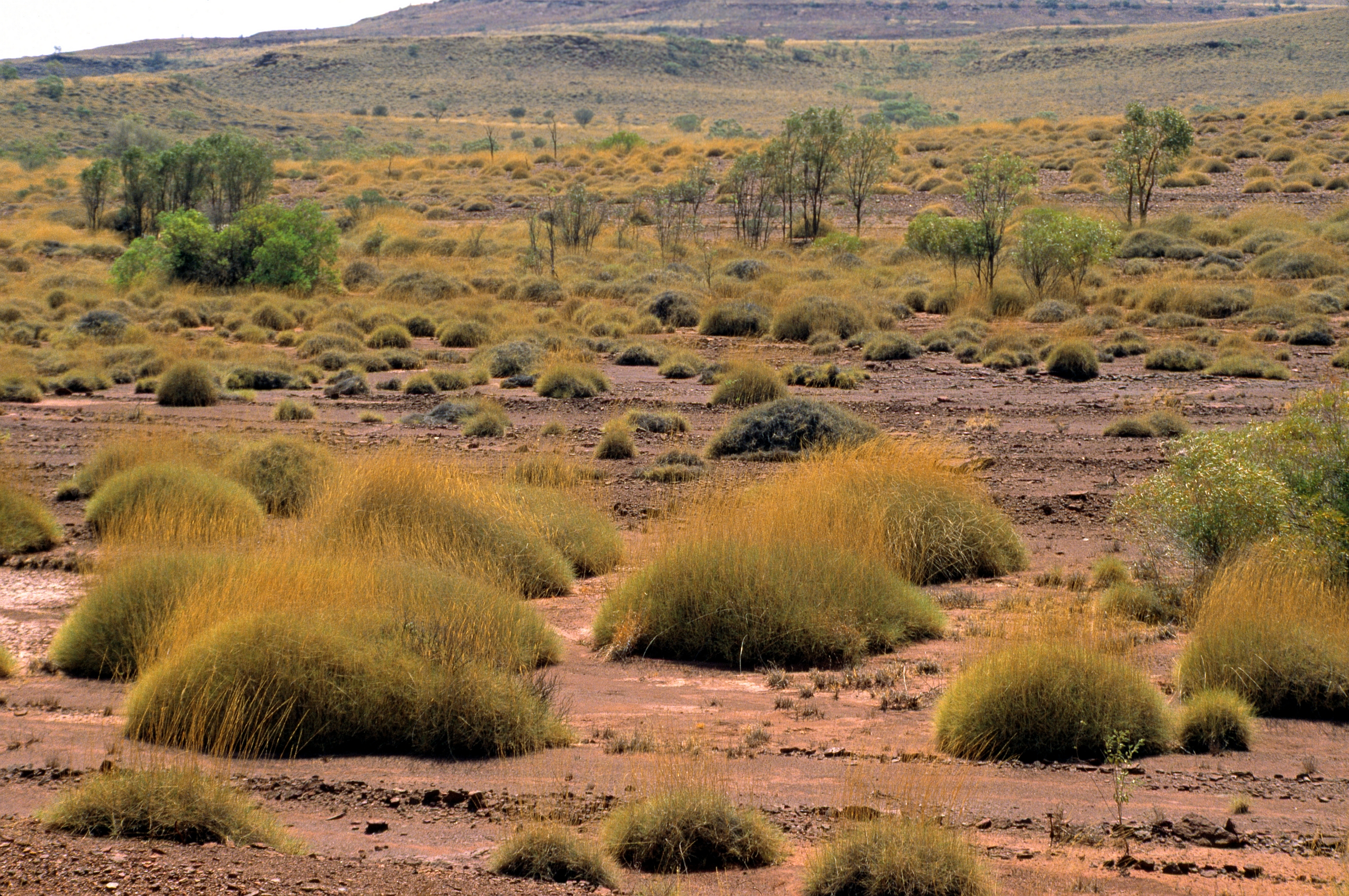
Spinifex-Halbwüste im Northern Territory, Australien

Mit der Bezeichnung Klimate der heißen Wüsten werden häufig sehr ähnliche (meist ununterbrochen ineinander übergehende) Klimate der Subtropen und Tropen zusammengefasst, da trotz etwas unterschiedlicher Temperaturen (ggf. episodische Fröste in den Subtropen möglich) keine wesentlichen Abweichungen bei der Vegetation erkennbar sind. Die im Folgenden genannten Merkmale gelten erdumspannend (geozonal) für Regionen bis zu rund 2000 m Meereshöhe. Höher gelegene Gebiete weisen häufig ein abweichendes (extrazonales) Gebirgsklima auf.
Diese Trockenklimate erhalten in der Summe eine sehr hohe Globalstrahlung, die während der Vegetationszeit jedoch gering ist. Sie sind geprägt durch hohe Jahresmitteltemperaturen, die in der Regel zwischen 16 und 28 °C liegen. Die durchschnittlichen Tagestemperaturen steigen an 360 Tage über den Gefrierpunkt. Die sehr geringen (bis geringen) Jahresniederschläge bewegen sich zwischen 0 und 125 mm in Vollwüsten und bis zu 250 mm in Halbwüsten. Aufgrund der sehr hohen Verdunstungsrate ist das Klima ganzjährig arid.
Die genannten Bedingungen von Licht, Wärme und Feuchtigkeit führen zu einer sehr kurzen Dauer der jährlichen Wachstumsperiode unter 60 Tagen. Die potenzielle natürliche Vegetation – bei Vollwüsten unter 10 % der Fläche, bei Halbwüsten bis zu 50 % Flächenbedeckung – besteht vor allem aus Xerophyten (Anpassung an extreme Trockenheit wie einjährige Pflanzen, ausdauernde Gräser, wasserspeichernde Sukkulenten und Tiefwurzler) sowie häufig Halophyten (Anpassung an versalzte Böden).
Die Gesamtcharakteristik der Heißen Trockenklimate kann mit „extreme Trockenheit, in den Subtropen mit kurzandauernden Frösten oder Nachfrösten im Winter, in den Tropen frostfreies Tageszeitenklima; keine geschlossene Pflanzendecke, wüstenhaft“ zusammengefasst werden.
Folgende Klimatypen effektiver Klassifikationsmodelle decken dieses Makroklima ab:
- bei Troll & Paffen: IV 3 (Kurz sommerfeuchte Steppenklimate), IV 4 (Lang sommerfeuchte Steppenklimate), IV 5 (Halbwüsten und Wüstenklimate), V 4 (Tropische Trockenklimate). V 5 (Tropische Halbwüsten- und Wüstenklimate)
- bei Köppen & Geiger: BSh, BWh (heißes Steppen- u. Wüstenklima → Überschneidung mit Tropen)
- bei Trewartha: BS (Steppe or Semiarid → einschließlich gemäßigter Steppen), BW (Desert or Arid → einschließlich gemäßigter Wüsten)

Die größte heiße Wüste der Erde ist Teil des altweltlichen Trockengürtels, der sich von der Sahara in Nordafrika durch Vorderasien bis Nordwest-Indien erstreckt. Sehr große Räume nehmen zudem die australischen Trockengebiete und die süd-afrikanische Kalahari ein. Die Wüsten Nordamerikas und die südamerikanische Atacama-Wüste sind dagegen vergleichsweise klein.

#### Höhenstufen

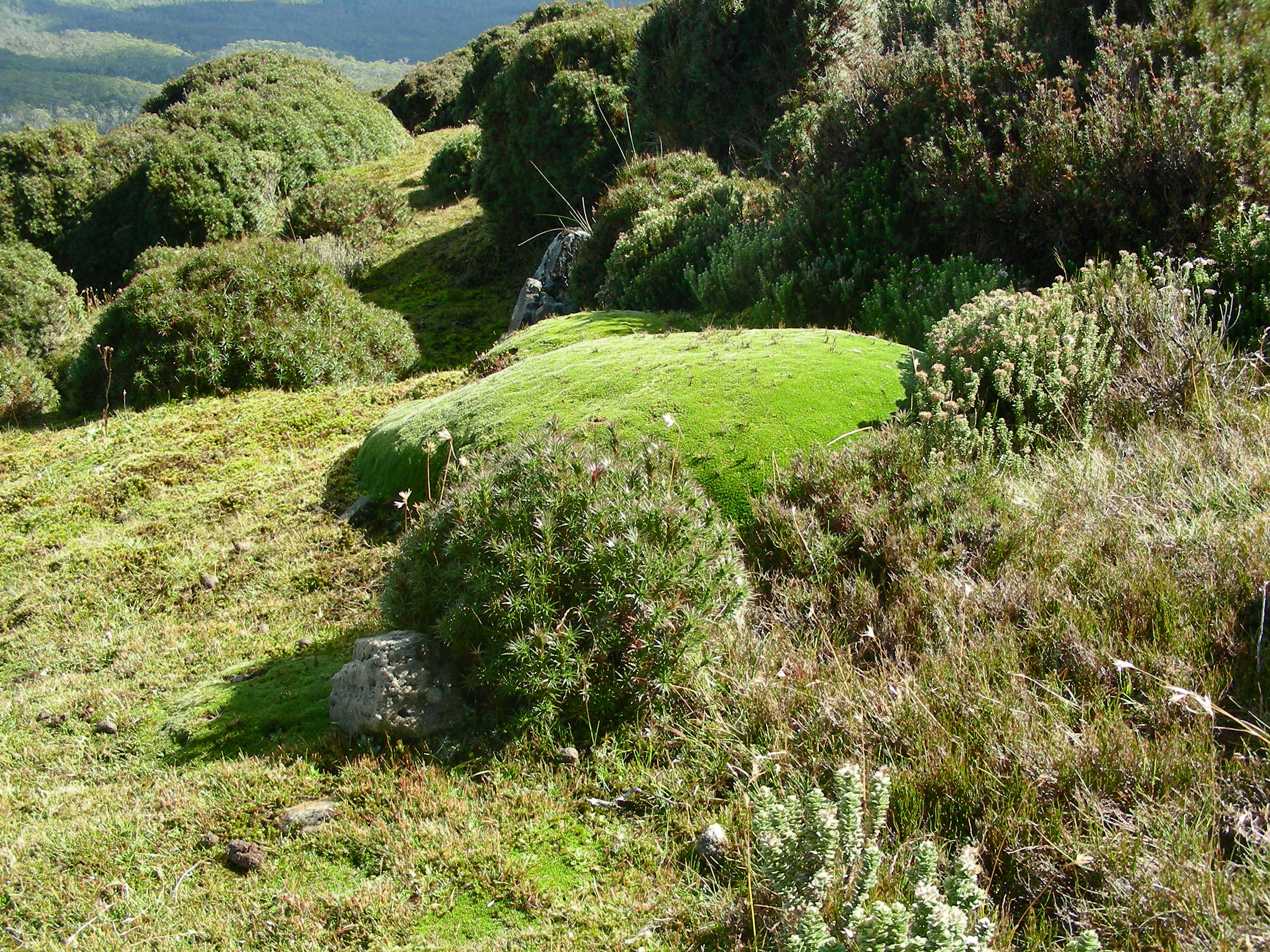
Alpine Hartpolsterpflanzen im subtropischen Gebirge Tasmaniens

Bei Hochgebirgen in der subtropischen Zone liegt die Waldgrenze im Mittel zwischen 2000 und 3000 m Meereshöhe, auf der Südhalbkugel deutlich tiefer bis gut 1000 m, nördlich des Äquators bei manchen Gebirgen erst bei über 4000 m.
Je näher ein Gebirge der gemäßigten Zone liegt, desto ähnlicher ist die Gebirgsvegetation der Höhenstufen den Biomen der vergleichbaren globalen Klimazonenabfolge. Dies gilt für allem für die Nordhalbkugel, wo auch subtropische Gebirge Rückzugsgebiete für die Lebensformen der eiszeitlichen Biome waren, die sich im Tiefland zwischen diesen und weiter nördlich liegenden Gebirgen erstreckten: Die Gebirgsfloren haben demnach den gleichen Ursprung und sind noch nicht lange genug isoliert, um sich in der Evolution deutlich auseinanderentwickelt zu haben. Dies gilt etwa für die (südlichen) Rocky Mountains, die Pyrenäen, den Apennin oder die nördlichen Gebirgsketten Hochasiens. Das Bergwaldklima und die Waldtypen sind überall vergleichbar mit den Klimaten der gemäßigten Tieflandwälder.
An der Waldgrenze und höher hinaus oder je näher man dem Äquator kommt, desto größer werden die Abweichungen aufgrund längerer Isolation bzw. separater Entwicklung; aber auch wegen der intensiveren Sonnenstrahlung im Gebirge und der stärkeren Verdunstung. Für die Gebirge der Südhalbkugel gilt das alles in besonderem Maße. So finden sich in der alpinen Höhenstufe subtropischer Berge etwa Dornpolsterformationen statt oder neben Tundrenpflanzen. Und der Kobresia pygmaea-Rasen im Hochland von Tibet sowie die Puna-Vegetation der Anden haben kaum noch etwas mit den Grasmatten gemäßigter Hochgebirge zu tun. Überdies führen die wesentlich extremeren Unterschiede bei den Niederschlägen der Luv und Lee-Seiten der Gebirge – meistens kleinräumig – zu deutlich abweichenden Artenzusammensetzungen. Je trockener es ist, desto mehr unterscheiden sich die Pflanzenformationen subtropischer Gebirge von der geozonalen Abfolge.

##### „Falsche Subtropen“

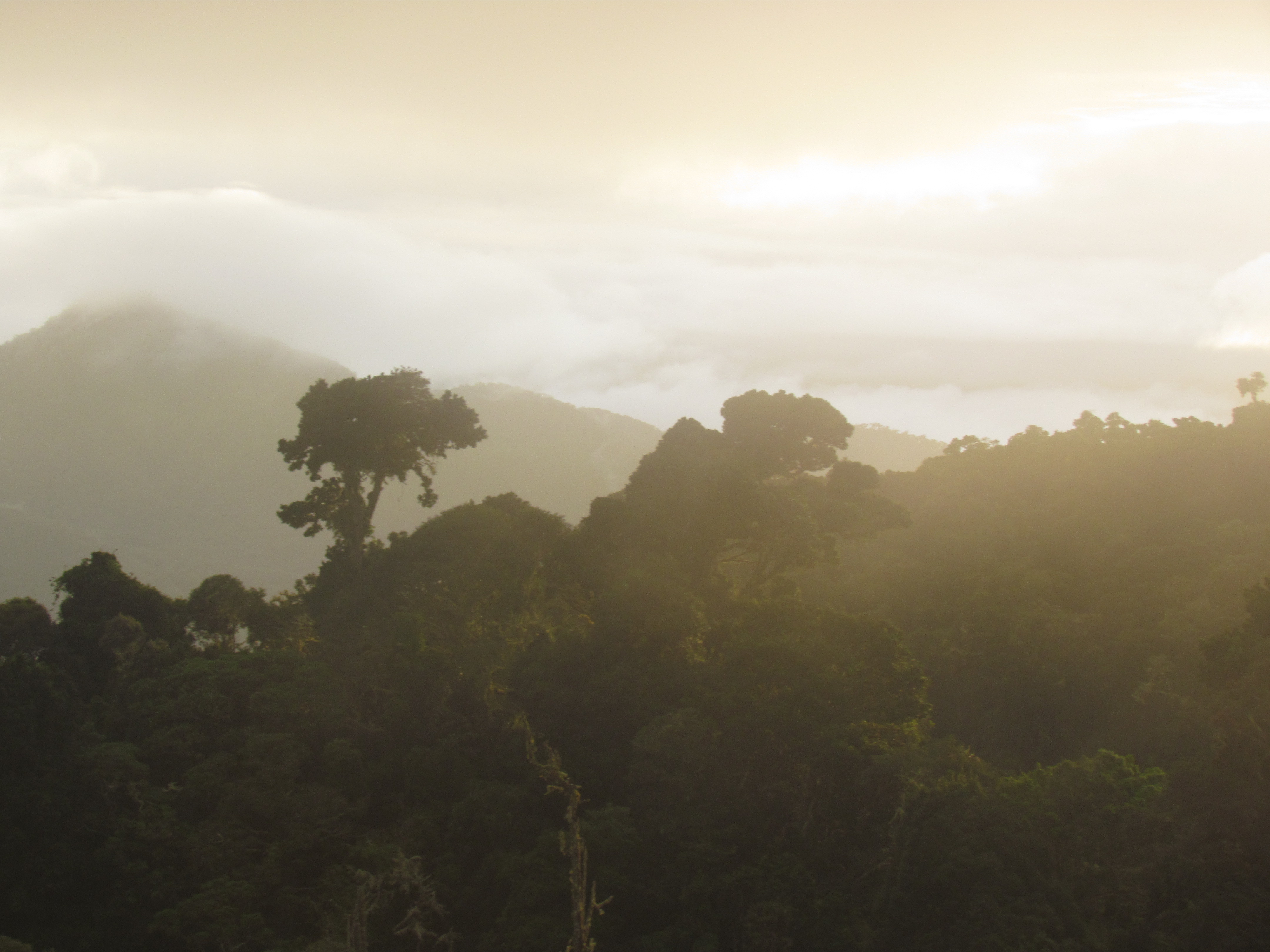
Supratropischer Nebelwald in Panama (Innere Tropenzone), auch unkorrekt „subtropische Höhenstufe“ genannt

Bedingt mit den subtropischen Klimaten vergleichbar sind die Höhenstufen tropischer Hochgebirge. Obwohl die Pflanzengesellschaften feuchter subtropischer Tieflandwälder und tropischer Berg-Nebelwälder zum großen Teil sehr verschieden sind, sind die Struktur der von ihnen gebildeten Waldformationen und die klimatischen Rahmenbedingungen durchaus ähnlich, sodass vor allem Autoren von Reiseführern – aber auch Botaniker – das Klima der tropischen Nebelwälder subtropisch nennen. Dies kann zu Verwirrungen führen, da die Subtropen faktisch an den Wendekreisen liegen und nicht am Äquator. Die Gleichsetzung der Klimate ist zudem im Detail nicht richtig. Häufig ist die Verteilung der Niederschläge übers Jahr und ihre Intensität unterschiedlich, die Wasserversorgung über Nebel hat eine andere Gewichtung und insbesondere der Temperaturverlauf ist vollkommen verschieden: Die subtropisch-feuchten Lorbeerwälder unterliegen jahreszeitlichen Schwankungen mit winterlichen Minima, während die „subtropisch“ genannten Höhenzonen tropischer Gebirge statt Jahreszeiten ein Tageszeitenklima haben, bei dem die größten Unterschiede ganzjährig zwischen Tag und Nacht auftreten. Die korrektere Bezeichnung feuchttropischer Gebirgsklimate oberhalb der Regenwälder ist supratropisch oder – allgemeiner – kalttropisch. Je näher die Gebirge am Äquator liegen, desto größer sind die floristischen Unterschiede.

## Naturraum
Nach ökologischen Kriterien gliedert sich die subtropische Zone in die immerfeuchten und winterfeuchten Subtropen sowie die übergreifenden Tropisch / subtropischen Trockengebiete.

### Ausdehnung und Ausmaße
Auf die solare Abgrenzung bezogen beträgt der Abstand von den Wendekreisen bis zum 45. Breitengrad rund 2400 km. Der Umfang der Erde beträgt in der Mitte der Zone über 33.000 km.
Beide Subtropen-Zonen bedecken in diesem Sinne jeweils über 80 Mio. km²: das sind insgesamt etwa 32 % der Erdoberfläche. Berücksichtigt man die thermischen Verschiebungen, gehören eher nur 26 % dazu (die nördliche Zone ist deutlich und die südliche etwas kleiner als der solare Anteil).
Knapp 30 % der Subtropen-Zonen sind Landmassen. 15 % der irdischen Landoberfläche liegen in dieser Zone, wovon 10 % auf die nördlichen und 5 % auf die südlichen Subtropen entfallen.

#### Nördliche Subtropen
Die nördlichen Subtropen ziehen sich durch über 30 Länder: Die südlichen USA und das nördliche Mexiko, den gesamten Mittelmeerraum mit ganz Südeuropa und halb Nordafrika, Vorderasien bis auf den Süden der arabischen Halbinsel, sowie fast die gesamte Südhälfte Zentral- und Ostasiens mit Afghanistan, Pakistan, großen Teilen Chinas und den südlichsten Landesteile von Korea und Japan. Die Klimazone erstreckt sich in einem zwischen 1300 und 3000 Kilometer breiten Gürtel um die gesamte Erde.
Die thermischen Abweichungen vom 45. Breitengrad als solare Grenze zu den Mittelbreiten liegen durch das Kontinentalklima der inneren Kontinente sowie durch ungehinderte klimatische Einflüsse aus dem Norden praktisch alle südlicher, zum Beispiel um bis zu 1200 km in China (etwa beim 34. Breitengrad).
Vom nördlichen Wendekreis als Tropengrenze weichen die thermischen Subtropen nach Norden und Süden ab. Die größte Abweichung nach Norden liegt im Stau des westlichen Himalaya: Hier reichen die Tropen bis zum 31. Breitengrad, sodass die Subtropen über 800 km weiter nördlich beginnen. Nach Süden findet sich die größte Ausbuchtung fast 400 km weiter äquatorwärts quer durch die gesamte Sahara.

#### Südliche Subtropen
In der südlichen subtropischen Zone liegen (eindeutig) lediglich elf Länder: Der schmale Küstenstreifen des Andenvorlandes von Süd-Peru, der Norden und die Mitte von Chile und Argentinien, ganz Uruguay und Teile Südbrasiliens; in Afrika der Westen und Südwesten Namibias, ganz Südafrika einschließlich Lesotho und Eswatini; sowie die Südhälfte Australiens (ohne Mittel- und Süd-Tasmanien) und etwa die gesamte Nordhälfte Neuseelands. Der südliche subtropische Klimagürtel ist zwischen 1400 und 2500 Kilometer breit.
Der als Grenze zu den solaren Mittelbreiten gedachte 45. Breitengrad wird praktisch nirgendwo erreicht: Thermisch enden die Subtropen aufgrund des Einflusses der großen eiskalten Antarktis im Schnitt fast 500 km weiter äquatorwärts. In Chile und Südost-Australien sind es über 700 km, im Schutz der Anden in Argentinien nur gut 200 km.
Der Verlauf der thermischen Grenze zu den Tropen hat hingegen sehr große Abweichungen vom südlichen Wendekreis als solarer Grenze: Die größte Abweichung von über 1400 km Richtung Äquator wird durch den kalten Humboldtstrom verursacht. Eine weitere große Nordabweichung liegt mit über 800 km an der Küste Südwest-Afrikas. Die größten Verschiebungen Richtung Südpol liegen mit jeweils rund 300 km an den Ostseiten der Kontinente.

### Ökologie

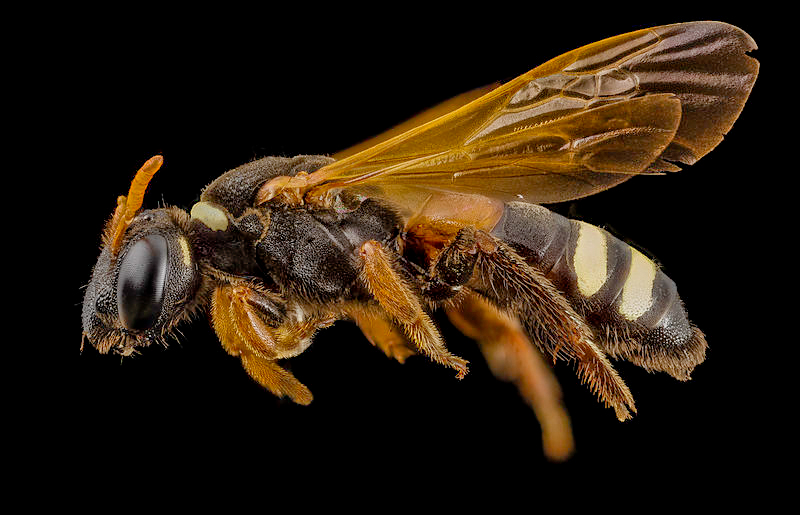
In den Subtropen herrscht die größte Bienenartenvielfalt der Erde (Unbekannte Bienenart aus Argentinien)

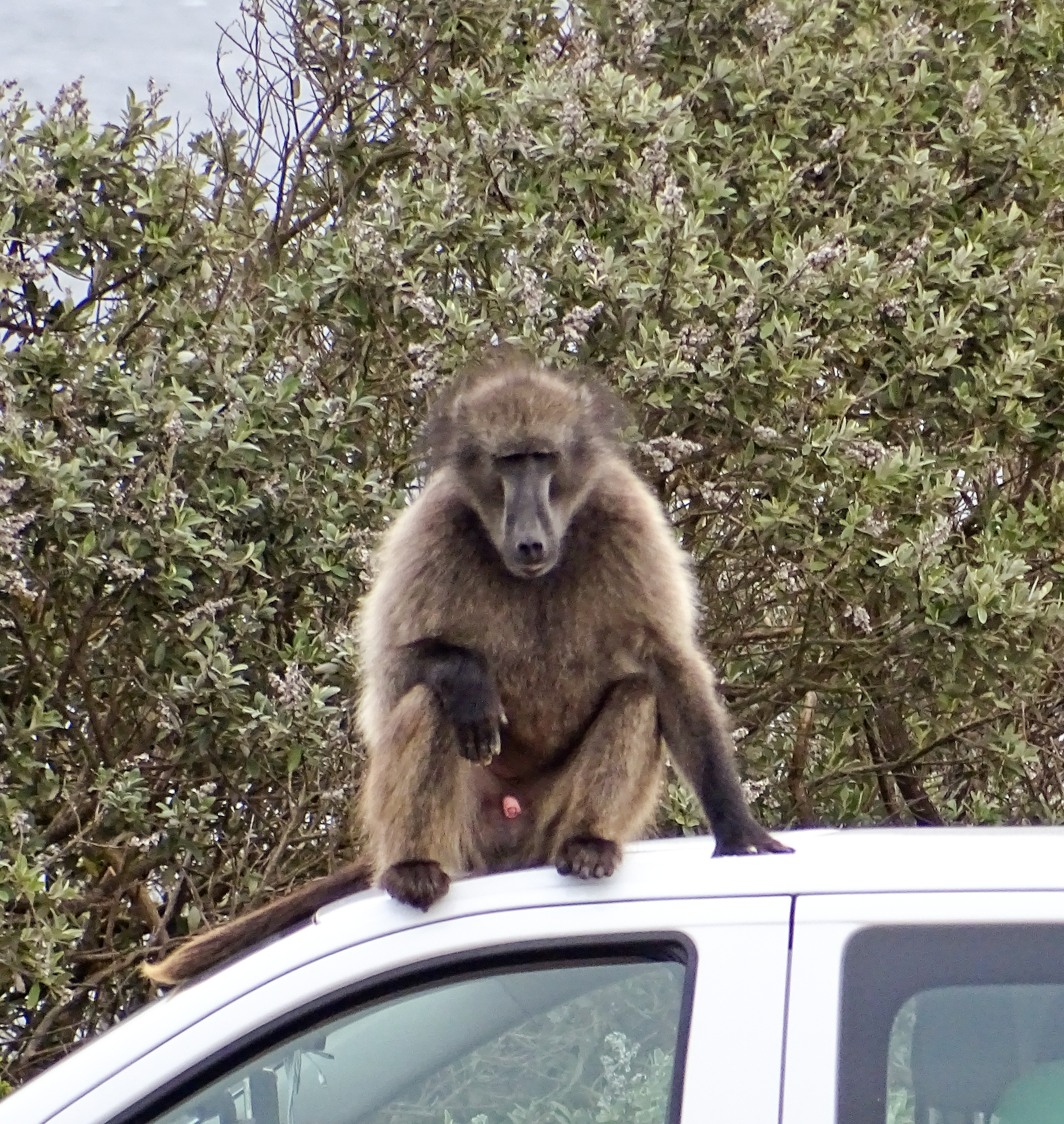
Bärenpavian in Südafrika

Im Gegensatz zu den Mittelbreiten – bei denen ein Einfluss der Temperaturen auffällt – ist die Biodiversität der Subtropen (außerhalb der Hochgebirge) vor allem vom Wasserangebot abhängig: Außer in den Wüsten Nordamerikas und den Halbwüsten Australiens ist die Artenvielfalt in den subtropischen Trockengebieten mit unter 100 bis höchsten 500 Gefäßpflanzenarten „sehr gering“ bis „gering“, in den humiden Gebieten meist „mittel“ bis „hoch“ mit 1000 bis 3000 Arten (wenn man von den noch artenreicheren Gebirgen der Nordhalbkugel und den artenärmeren Gebirgen der Südhalbkugel absieht). Bei der Artenvielfalt der Bäume ist die Trennung in aride und humide Räume weniger deutlich: Sie erstreckt sich insgesamt von „sehr gering“ bis „hoch“, wobei die Trockenräume von Patagonien (181 Arten im Biom) und die Hartlaubgebiete Nordamerikas (310 Arten) und des Mittelmeerraumes (348 Arten) die geringsten Werte und die kleinen Trockenwälder Hochasien mit 3173 Arten sowie das Lorbeerwaldgebiet Südchinas – aufgrund des Austausches im Übergang mit den tropischen Wäldern – mit 14.595 Baumarten die höchsten Artenzahlen aufweisen.
Die Wirbeltierfauna der Subtropen ist sehr uneinheitlich verteilt: Die Sahara Nordafrikas kommt auf 1 bis 70 Arten pro Zelle, die Sonora-Wüste West-Nordamerikas auf 170 bis 200 Arten; in den Lorbeerwaldregionen der Ost-USA werden 240 bis 280 Arten gezählt, in der vergleichbaren Region Süd-Chinas 280 bis 500 und an der südostbrasilianischen Küste gar 550 bis über 1200 Arten.

Die Zahl der Säugetierarten ist etwas weniger uneinheitlich: In den Trockengebieten leben (außer in Südafrika) meist unter 30 Arten („sehr gering“), während in fast allen anderen Gebieten „geringe“ Artenzahlen zwischen 50 und 70 vorkommen. Lediglich in den südostbrasilianischen Araukarienwäldern und in den südchinesischen Lorbeer-Bergwäldern sind bis zu 100 Arten zu finden („mittel“).
Einige Primaten-Verbreitungsgebiete reichen von den Tropen in die Subtropen, sodass sich in Südamerika, Afrika (vor allem in den südlichen Subtropen) und Asien einige wenige Arten finden.
Bei den Vogelarten leben in den Trockenräumen „sehr wenig“ Arten, auf der Südhalbkugel sind es zum Teil etwas mehr. „Mittlere“ bis „hohe“ Werte finden sich in den feuchten subtropischen Gebieten Süd-Chinas, der Himalaya-Südhänge, Ost-Australiens, Südafrikas und Ost-Südamerikas. Sehr ähnlich ist das Verteilungsmuster bei den Reptilienarten, obwohl sie mit 70 bis 195 Arten „hohe“ bis „sehr hohe“ Werte erreichen. Auch in den Trockenräumen ist die Reptilienvielfalt mit 110 bis 140 Arten zwar „gering“, aber relativ höher als bei den Vögeln. Zu beachten sind die Halbwüsten Nordamerikas und des Nahen Ostens, wo jeweils „hohe Artenzahlen“ sowie Australiens, wo „sehr hohen Artenzahlen“ vorkommen.
Bei den Amphibien sind die Werte ähnlich wie in den Mittelbreiten überwiegend „gering“: Gar keine oder „sehr wenige“ Arten in den trockenen und winterfeuchten Räumen und in den feucht-subtropischen Klimaten „geringe“ bis „mittlere“ Anzahlen. Selbst die südostbrasilianischen Araukarienwälder verzeichnen nur regional „hohe“ Zahlen.
Die Artenvielfalt der Wirbellosen wurde bislang kaum untersucht, entspricht aber sicherlich der groben Regel: „Je wärmer und feuchter, desto häufiger“. Eine Untersuchung zu den Bienenarten der Erde ergab für sämtliche Wälder, Hartlaubgebiete und subtropische Grasländer „hohe“ bis „sehr hohe“ Artenzahlen, sodass der Schwerpunkt der Bienenartenvielfalt weltweit in den südlichen und nördlichen Subtropen (sowie im gemäßigten Nordamerika und Asien) liegt. In den subtropischen Trockengebieten ist das Bild uneinheitlich: „Sehr hohe“ Artenzahlen in den Wüsten und Halbwüsten Nord- und Südamerikas (ebenfalls allgemein in subtropisch-trockenen Gebirgen), „hohe“ Werte in Südwest-Afrika, „mittlere“ in Australien und „geringe“ bis „sehr geringe“ in der Sahara.

#### Fauna und Flora

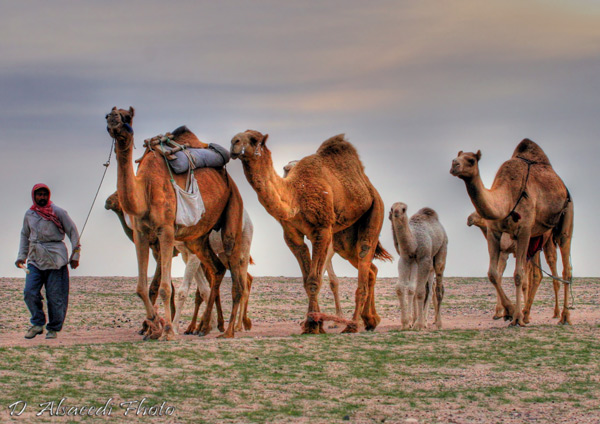
Kamele: Perfekte Anpassung an Trockenheit, Symbol- und Nutztier der Wüsten

Die nördlichen Subtropen sind aus stammesgeschichtlicher Sicht für das Floren- und Faunenreich Übergangsräume zwischen der Holarktis der nördlichen Mittelbreiten und den tropischen Regionen Neotropis (Amerika) und Paläotropis in der (Afrika und Eurasien). Auf der Südhalbkugel deckt sich das kleinste Florenreich – die Capensis Südafrikas – ungefähr mit den dortigen Subtropen, während ganz Südamerika und Australien Einheiten bilden.
Die Kamelartigen (Trampeltier, Dromedar, Lama und Vikunja) haben in den Subtropen ihre größten Verbreitungsgebiete und die Altweltkamele stellen ein Symboltier der Trockenräume dar. Da die Aridität hohe Anforderungen an das Überleben stellt, beherbergen die Trockengebiete eine große Zahl speziell angepasster Arten und Verhaltensstrategien (Drosselung der Wasserabgabe u./o. Regulierung der Körpertemperatur durch z. B. Leben im Boden oder Nachtaktivität).
In den feuchteren Regionen ist die große Zahl der Vogelarten aus den Gruppen der Sing-, Greif-, Hühner- und Taubenvögel auffällig. Sie finden dort etwa eine große Zahl von Gliedertieren als Nahrung. Hinzu kommen viele Zugvögel, die hier rasten oder überwintern.

#### Böden
Die meisten Böden der Subtropen kommen auch in den Tropen vor (Wälder = „Acrisol-Zone“, Halbwüsten = „Xerosol-Zone“, Wüsten = „Yermosol-Zone“). Typisch sind lediglich die Böden des Mittelmeerklimas, die als „Chromic Luvisol-Calcisol-Zone“ bezeichnet.

### Besiedlung und Nutzung
Ähnlich wie bei den gemäßigten Zonen sind große Teile der Subtropen anthropogen überprägt, so dass weniger als die Hälfte noch als naturnahe Wildnis betrachtet werden kann. Dabei handelt es sich zum größten Teil um Wüsten oder Hochgebirge. Typische landwirtschaftliche Nutzungsarten sind Dauerkulturen mit Baumfrüchten in den mediterranen Gebieten – hier liegen etwa die größten Anbaugebiete für Zitrusfrüchte –, die Oasenwirtschaft in den heißen Wüsten – insbesondere in der Sahara – und die Formen der Wanderweidewirtschaft (Transhumanz).
Fast alle städtischen Hochkulturen der Alten Welt entstanden in den (solaren) Subtropen. In Amerika waren dies klimatisch subtropisch-tropische Gebiete.

## Unterteilungen zur Artenvielfalt
1. ↑  Artenvielfalt Gefäßpflanzen
auf 100 × 100 km
< 200 = sehr gering
200–1000 = gering
1000–2000 = mittel
2000–4000 = hoch
4000–>5000 = sehr hoch
2. ↑  Artenvielfalt Bäume
je Biom
<1000 = sehr gering
1000–3000 = gering
3000–8000 = mittel
8000–14.000 = hoch
>14.000 = sehr hoch
3. ↑  Artenvielfalt Wirbeltiere
auf 50 × 50 km
1–101 = sehr gering
102–192 = gering
193–258 = mittel
259–460 = hoch
461–1286 = sehr hoch
4. ↑  Artenvielfalt Säugetiere
auf jeweils 50.000 km²
1–42 = sehr gering
43–84 = gering
85–126 = mittel
127–168 = hoch
169–210 = sehr hoch
5. ↑  Artenvielfalt Vögel
auf 10 × 10 km
1–135 = sehr gering
136–271 = gering
272–406 = mittel
407–542 = hoch
542–678 = sehr hoch
6. ↑  Artenvielfalt Reptilien
auf 10 km²
1–44 = sehr gering
45–88 = gering
89–132 = mittel
133–176 = hoch
177–221 = sehr hoch
7. ↑  Artenvielfalt Amphibien
auf 50 × 50 km
1–27 = sehr gering
28–54 = gering
55–81 = mittel
82–108 = hoch
109–136 = sehr hoch